# مصفوفة قطرية
في الجبر الخطي، مصفوفة قطرية (بالإنجليزية: Diagonal matrix)‏ هي مصفوفة مربعة تكون فيها كل العناصر الواقعة خارج القطر الرئيسي مساوية لصفر. أمّا العناصر التي تقع على القطر الرئيسي فيمكنها أن تتخذ أية قيم كانت. وبصيغة رياضية، فإنّ المصفوفة {\displaystyle A=\left(a_{i,j}\right)} ذات n أسطر وn أعمدة تدعى قطرية إذا تحقّق:
{\displaystyle a_{i,j}=0{\mbox{ if }}i\neq j\qquad \forall i,j\in \left\{1,2,\dots ,n\right\}.}
على سبيل المثال، المصفوفة التالية هي قطرية:
{\displaystyle {\begin{bmatrix}1&0&0\\0&-3&0\\0&0&6\end{bmatrix}}.}
المصفوفات القطرية، نظرا إلى بنيتها، هي أيضًا مصفوفات متناظرة. بالإضافة إلى ذلك، فإنّ كل مصفوفة قطرية هي مصفوفة مثلثية عليا وأيضًا مصفوفة مثلثية دنيا.
إنّ مصفوفة الوحدة (أي التي كل العناصر في قطرها الرئيسي تساوي 1، وباقي العناصر تساوي صفرًا)هي أيضًا مصفوفة قطرية، وكذلك المصفوفات الصفرية (أي التي تساوي جميع عناصرها صفرًا).
أمّا إذا كانت جميع العناصر الواقعة على القطر الرئيسي في مصفوفة قطرية كانت ذات نفس القيمة، {\displaystyle \lambda }، فتدعى المصفوفة آنذاك مصفوفة عددية، وبالإمكان كتابتها كـ{\displaystyle \lambda I}، حيث {\displaystyle I} هي مصفوفة الوحدة.